# The Death of Slim Shady (Coup de Grâce)
The Death of Slim Shady (Coup de Grâce) là album phòng thu thứ mười hai của rapper người Mỹ Eminem, phát hành vào ngày 12 tháng 7 năm 2024 bởi Shady Records, Interscope Records và Aftermath Entertainment. Được ra mắt sau bốn năm kể từ album bất ngờ Music to Be Murdered By (2020), đây là một đĩa nhạc chủ đề với nội dung xoay quanh cuộc chiến giữa chính Eminem và bản ngã của anh Slim Shady, từng được giới thiệu lần đầu tiên trong đĩa mở rộng đầu tay của nam rapper Slim Shady EP (1997). The Death of Slim Shady (Coup de Grâce) kết hợp phong cách âm nhạc hardcore hip hop, satirical hip hop, và conscious hip hop, trong đó Eminem đồng sản xuất ở hầu hết những bài hát và hợp tác với một loạt nhà sản xuất khác nhau, bao gồm Dem Jointz, Fredwreck, Benny Blanco, Cubeatz, Jameil Aossey và Cole Bennett, bên cạnh những cộng tác viên quen thuộc như Dr. Dre, Mr. Porter, Emile và Luis Resto. Một phiên bản cao cấp của album mang tên Expanded Mourner's Edition cũng được phát hành với bốn bản nhạc mới.
The Death of Slim Shady (Coup de Grâce) có sự tham gia góp giọng của White Gold, Sly Pyper, JID, Dem Jointz, Ez Mil, Skylar Grey, Big Sean, Rufus Johnson, BabyTron Jelly Roll, 2 Chainz, Westside Boogie và Grip. Sau khi phát hành, album nhận được những phản ứng trái chiều từ các nhà phê bình âm nhạc, trong đó họ đánh giá cao kỹ thuật rap của Eminem nhưng vấp phải nhiều chỉ trích ở khâu ca từ. Tuy nhiên, đĩa nhạc vẫn đạt được những thành công đáng kể về mặt thương mại khi thống trị các bảng xếp hạng tại Úc, Áo, Bỉ, Canada, Phần Lan, Hungary, Ireland, Hà Lan, New Zealand, Na Uy, Thụy Điển, Thụy Sĩ và Vương quốc Anh, cũng như lọt vào top 10 ở hầu hết những quốc gia còn lại, bao gồm vươn đến top 5 ở nhiều thị trường lớn như Đan Mạch, Pháp, Đức, Ba Lan và Bồ Đào Nha. The Death of Slim Shady (Coup de Grâce) ra mắt ở vị trí số một trên bảng xếp hạng Billboard 200 với 281,000 đơn vị album tương đương, đánh dấu album quán quân thứ mười một của Eminem tại Hoa Kỳ.
Ba đĩa đơn đã được phát hành từ The Death of Slim Shady (Coup de Grâce). "Houdini" được chọn làm đĩa đơn mở đường và đứng đầu các bảng xếp hạng tại hơn 13 quốc gia và lọt vào top 10 ở nhiều khu vực khác, đồng thời ra mắt ở vị trí thứ hai trên bảng xếp hạng Billboard Hot 100 tại Hoa Kỳ và nhận được hai đề cử giải Grammy ở hạng mục Trình diễn rap xuất sắc nhất và Video ca nhạc xuất sắc nhất. Hai đĩa đơn còn lại "Tobey" và "Somebody Save Me" cũng đạt được những thành tích tương đối. Để quảng bá album, Eminem trình diễn tại một số lễ trao giải và lễ hội âm nhạc, bao gồm giải Video âm nhạc của MTV năm 2024. Sau đó, đĩa nhạc đã nhận được một đề cử Album rap xuất sắc nhất tại lễ trao giải thường niên lần thứ 67, trở thành đề cử thứ tám của nam rapper ở hạng mục và là lần đầu tiên kể từ album phòng thu thứ tám The Marshall Mathers LP 2 (2013). The Death of Slim Shady (Coup de Grâce) cũng đánh dấu sự kết thúc cho bản ngã thay thế Slim Shady của nam rapper sau hơn hai thập kỷ.

## Danh sách bài hát
| The Death of Slim Shady (Coup de Grâce) – Phiên bản tiêu chuẩn | The Death of Slim Shady (Coup de Grâce) – Phiên bản tiêu chuẩn | The Death of Slim Shady (Coup de Grâce) – Phiên bản tiêu chuẩn                                                                                 | The Death of Slim Shady (Coup de Grâce) – Phiên bản tiêu chuẩn | The Death of Slim Shady (Coup de Grâce) – Phiên bản tiêu chuẩn |
| STT                                                            | Nhan đề                                                        | Sáng tác | Sản xuất                                                       | Thời lượng                                                     |
| -------------------------------------------------------------- | -------------------------------------------------------------- | --- | -------------------------------------------------------------- | -------------------------------------------------------------- |
| 1.                                                             | "Renaissance"                                                  | Marshall Mathers III Luis Resto | Eminem Resto [a]                                               | 1:38                                                           |
| 2.                                                             | "Habits" (với White Gold)                                      | Mathers Bobby Yewah Resto L. Kråkm | White Gold Eminem [a] Narza [b]                                | 4:58                                                           |
| 3.                                                             | "Trouble"                                                      | Mathers Dwayne Abernathy, Jr. Farid Nassar | Dem Jointz Fredwreck                                           | 0:41                                                           |
| 4.                                                             | "Brand New Dance"                                              | Mathers Resto | Eminem Resto [a]                                               | 3:26                                                           |
| 5.                                                             | "Evil"                                                         | Mathers Donald Cannon Tim Gomringer Kevin Gomringer Resto                                                                                      | Don Cannon Cubeatz Eminem [a]                                  | 3:50                                                           |
| 6.                                                             | "All You Got" (skit)                                           | Mathers Resto | Eminem                                                         | 0:24                                                           |
| 7.                                                             | "Lucifer" (với Sly Pyper)                                      | Mathers Sly Jordan Thomas Cheval Andre Young Andres Holten Hans van Hemert Resto                                                               | Callus Dr. Dre Eminem [a]                                      | 4:21                                                           |
| 8.                                                             | "Antichrist"                                                   | Mathers Resto Shane Webb Rufus Johnson | Eminem Resto [a] Foulmouth [b]                                 | 5:14                                                           |
| 9.                                                             | "Fuel" (với JID)                                               | Mathers Destin Route Denaun Porter Resto Thomas Forbes Harrison Le Mon Bey                                                                     | Mr. Porter Eminem [b]                                          | 3:33                                                           |
| 10.                                                            | "Road Rage" (với Dem Jointz và Sly Pyper)                      | Mathers Abernathy, Jr. S. Jordan Young Resto Terius Gray Byron Thomas                                                                          | Dem Jointz Dr. Dre Eminem [b]                                  | 3:37                                                           |
| 11.                                                            | "Houdini"                                                      | Mathers Resto Steve Miller Jeff Bass Kevin Bell Anne Dudley Trevor Horn Malcolm McLaren                                                        | Eminem Resto [b]                                               | 3:47                                                           |
| 12.                                                            | "Breaking News" (skit)                                         | Mathers Resto | Eminem                                                         | 0:37                                                           |
| 13.                                                            | "Guilty Conscience 2"                                          | Mathers Abernathy, Jr. Nassar Resto | Eminem Dem Jointz Fredwreck                                    | 5:25                                                           |
| 14.                                                            | "Head Honcho" (với Ez Mil)                                     | Mathers Jameil Aossey Ezekiel Miller Resto | Eminem Ez Mil [b] Jameil Aossey [b] Resto [b]                  | 3:54                                                           |
| 15.                                                            | "Temporary" (với Skylar Grey)                                  | Mathers Holly Hafermann Resto | Skylar Grey Eminem [a]                                         | 4:57                                                           |
| 16.                                                            | "Bad One" (với White Gold)                                     | Mathers Yewah Resto | Eminem Resto [b]                                               | 4:30                                                           |
| 17.                                                            | "Tobey" (với BabyTron và Big Sean)                             | Mathers James Johnson IV Sean Anderson Cole Bennett Carlton McDowell Daniyel Weissmann John Nocito Marvin Jordan Julian Harris Tom Kahre Resto | Bennett Carlton Daniyel Nocito Marvy Ayy Eminem [b]            | 4:44                                                           |
| 18.                                                            | "Guess Who's Back" (skit)                                      | Mathers | Eminem                                                         | 1:02                                                           |
| 19.                                                            | "Somebody Save Me" (với Jelly Roll)                            | Mathers Jason DeFord Benjamin Levin Emile Haynie Resto David Stevens                                                                           | Benny Blanco Emile Eminem [b]                                  | 3:50                                                           |
| Tổng thời lượng:                                               | Tổng thời lượng:                                               | Tổng thời lượng: | Tổng thời lượng:                                               | 64:39                                                          |

| The Death of Slim Shady (Coup de Grâce) – Phiên bản Expanded Mourner's Edition | The Death of Slim Shady (Coup de Grâce) – Phiên bản Expanded Mourner's Edition | The Death of Slim Shady (Coup de Grâce) – Phiên bản Expanded Mourner's Edition | The Death of Slim Shady (Coup de Grâce) – Phiên bản Expanded Mourner's Edition | The Death of Slim Shady (Coup de Grâce) – Phiên bản Expanded Mourner's Edition |
| STT                                                                            | Nhan đề                                                                        | Sáng tác                                                                       | Sản xuất                                                                       | Thời lượng                                                                     |
| ------------------------------------------------------------------------------ | ------------------------------------------------------------------------------ | ------------------------------------------------------------------------------ | ------------------------------------------------------------------------------ | ------------------------------------------------------------------------------ |
| 20.                                                                            | "Steve Berman" (skit)                                                          | Mathers                                                                        | Eminem                                                                         | 0:25                                                                           |
| 21.                                                                            | "Fuel (Shady Edition)" (với Westside Boogie và Grip)                           | Mathers Route Porter Resto Forbes Le Mon Bey Anthony Dixson Kyle Clow          | Mr. Porter Eminem [b]                                                          | 4:53                                                                           |
| 22.                                                                            | "Like My Shit"                                                                 | Mathers Andre Powell David Doman                                               | Eminem D.A. Got That Dope                                                      | 3:49                                                                           |
| 23.                                                                            | "Kyrie & Luka" (với 2 Chainz)                                                  | Mathers Resto Tauheed Epps Louis Barrier William Griffin                       | 2 Chainz Eminem                                                                | 4:13                                                                           |
| Tổng thời lượng:                                                               | Tổng thời lượng:                                                               | Tổng thời lượng:                                                               | Tổng thời lượng:                                                               | 77:48                                                                          |

Ghi chú
- ^[a]  nghĩa là đồng sản xuất
- ^[b]  nghĩa là sản xuất bổ sung

Ghi chú nhạc mẫu
- "Habits" bao gồm các đoạn trích từ tập phim "Safe Space" của South Park, do Alex Ruiz nói.
- "Lucifer" sử dụng nhạc mẫu của "Land of Milk và Honey", do Andres Holten và Hans van Hemert sáng tác và thể hiện bởi Mouth và MacNeal.
- "Road Rage" sử dụng nhạc mẫu của "Ha", do Terius Gray và Byron Thomas sáng tác và thể hiện bởi Juvenile.
- "Houdini" sử dụng nhạc mẫu của "Abracadabra", do Steve Miller sáng tác và thể hiện bởi Steve Miller Band, và một đoạn nhạc mẫu từ "Without Me", do Jeff Bass, Kevin Bell, Anne Dudley, Trevor Horn, Marshall Mathers, và Malcolm McLaren sáng tác và thể hiện bởi Eminem.
- "Somebody Save Me" sử dụng nhạc mẫu của "Save Me", do David Ray Stevens sáng tác và Jason DeFord và thể hiện bởi Jelly Roll.
- "Kyrie & Luka" sử dụng nhạc mẫu của "Move the Crowd", được sáng tác và thể hiện bởi Eric B. & Rakim.

## Xếp hạng
| Bảng xếp hạng (2024–2025)                | Vị trí cao nhất |
| ---------------------------------------- | --------------- |
| Album Úc (ARIA)                          | 1               |
| Album Úc Hip-Hop/R&B (ARIA)              | 1               |
| Album Áo (Ö3 Austria)                    | 1               |
| Album Bỉ (Ultratop Vlaanderen)           | 1               |
| Album Bỉ (Ultratop Wallonie)             | 1               |
| Album Canada (Billboard)                 | 1               |
| Album Croatia Quốc tế (HDU)              | 9               |
| Album Cộng hòa Séc (ČNS IFPI)            | 1               |
| Album Đan Mạch (Hitlisten)               | 2               |
| Album Hà Lan (Album Top 100)             | 1               |
| Album Phần Lan (Suomen virallinen lista) | 1               |
| Album Pháp (SNEP)                        | 2               |
| Album Đức (Offizielle Top 100)           | 2               |
| Album Hy Lạp (IFPI)                      | 45              |
| Album Hungaria (MAHASZ)                  | 1               |
| Album Iceland (Tónlistinn)               | 3               |
| Album Ireland (OCC)                      | 1               |
| Album Ý (FIMI)                           | 8               |
| Album Nhật Bản Nhạc số (Oricon)          | 6               |
| Album Nhật Bản (Billboard Japan)         | 39              |
| Album Lithuania (AGATA)                  | 4               |
| Album New Zealand (RMNZ)                 | 1               |
| Album Na Uy (VG-lista)                   | 1               |
| Album Ba Lan (ZPAV)                      | 5               |
| Album Bồ Đào Nha (AFP)                   | 2               |
| Album Scotland (OCC)                     | 3               |
| Album Slovakia (ČNS IFPI)                | 1               |
| Album Tây Ban Nha (PROMUSICAE)           | 16              |
| Album Thụy Điển (Sverigetopplistan)      | 1               |
| Album Thụy Sĩ (Schweizer Hitparade)      | 1               |
| Album Anh Quốc (OCC)                     | 1               |
| Album Anh Quốc R&B (OCC)                 | 1               |
| Album Hoa Kỳ Billboard 200               | 1               |
| Album Hoa Kỳ Top R&B/Hip-Hop (Billboard) | 1               |

| Bảng xếp hạng (2024)                      | Vị trí |
| ----------------------------------------- | ------ |
| Album Úc (ARIA)                           | 37     |
| Album Úc Hip-Hop/R&B (ARIA)               | 7      |
| Album Áo (Ö3 Austria)                     | 40     |
| Album Bỉ (Ultratop Flanders)              | 56     |
| Album Bỉ (Ultratop Wallonia)              | 123    |
| Album Canada (Billboard)                  | 37     |
| Album Hà Lan (Album Top 100)              | 57     |
| Album Pháp (SNEP)                         | 133    |
| Album Đức (Offizielle Top 100)            | 48     |
| Album New Zealand (RMNZ)                  | 21     |
| Album Thụy Sĩ (Schweizer Hitparade)       | 8      |
| Album Anh Quốc (OCC)                      | 32     |
| Hoa Kỳ Billboard 200                      | 69     |
| Hoa Kỳ Top R&B/Hip Hop Albums (Billboard) | 23     |

## Chứng nhận
| Quốc gia                                                    | Chứng nhận | Số đơn vị/doanh số chứng nhận |
| ----------------------------------------------------------- | ---------- | ----------------------------- |
| Bỉ (BEA)                                                    | Vàng       | 10.000‡                       |
| Canada (Music Canada)                                       | Bạch kim   | 80.000‡                       |
| New Zealand (RMNZ)                                          | Vàng       | 7.500‡                        |
| Ba Lan (ZPAV)                                               | Vàng       | 10.000‡                       |
| Anh Quốc (BPI)                                              | Vàng       | 100.000‡                      |
| ‡ Chứng nhận dựa theo doanh số tiêu thụ và phát trực tuyến. |            |                               |